# Обртел, Марек
Марек Обртел (чеш. Marek Obrtel; род. 17 декабря 1966 года в Пршерове, Чехословакия) — чешский военный медик, бывший главврач 11-го полевого военного госпиталя Армии Чешской Республики.

## Биография
Окончил Военно-медицинскую академию в Праге, получил диплом врача в Карловом университете. Воинское звание — подполковник. Служил в горячих точках на Балканах (Босния, Косово), Ираке и в Афганистане, участвовал в боевых действиях стран блока НАТО. Бывший главврач 11-го полевого военного госпиталя Армии Чешской Республики в Афганистане.
Обртел был награждён рядом орденов и медалей НАТО, но 30 декабря 2014 года в открытом письме к правительству Чехии заявил, что отказывается от всех наград по причине протеста, поскольку испытывает чувство стыда за службу «преступной организации, каковой является НАТО во главе с США». Также он осудил внешнюю политику США в отношении России и поддержал действия президента Милоша Земана. Чешское правительство ответило, что не может отобрать награды у Обртела, но он может их в любой момент вернуть.
Неудачно номинировался на выборах в сенат в 2018. В 2019 представлял организацию «Национальная самооборона», которую МВД Чехии считало представляющей угрозу. В 2021 безуспешно баллотировался в нижнюю палату парламента ЧР. На выборах в Европарламент в 2024 был кандидатом от группы PRO vystoupení z EU, которая получила 0,13%, и избран не был.
На региональных выборах в 2024 был избран депутатом Оломоуцкого края от группы «STAČILO!» (т.е. коалиции КПЧМ, ЧНСП и ЧССД).